# Климентово (Сумская область)
Климентово (укр. Климентове) — село, Староивановский сельский совет, Ахтырский район, Сумская область, Украина.

## Географическое положение
Село Климентово находится на левом берегу реки Ворскла,
выше по течению на расстоянии в 2,5 км расположено село Литовка,
ниже по течению на расстоянии в 2,5 км расположено село Залужаны (Ахтырский городской совет),
на противоположном берегу — село Сосонка.
Река в этом месте извилистая, образует лиманы, старицы и заболоченные озёра.
К селу примыкает большой лесной массив (сосна), в котором расположено несколько домов и баз отдыха.
Через село проходит автомобильная дорога Р-17.

## История
По переписи 2001 года население составляло 136 человек.
В 2014 году находившаяся в селе отдельная база вооружения и боеприпасов внутренних войск МВД Украины была передана в состав Национальной гвардии Украины.

### Вторжение России на Украину (2022)
В первые дни полномасштабной войны силами ВСУ был взорван мост по близости к селу соединяющий Ахтырку и Тростянец, что остановило продвижение российских войск в направлении Ахтырки, была также атакована военная часть в городе Ахтырка. Подвергался многочисленным авиационным и артиллерийским обстрелам со стороны ВС РФ, в результате чего село было разрушено на треть.

## Экономика
- База отдыха «Электрон».
- Дом отдыха «Сосновый бор».
- База отдыха «Хуторок Архивная копия от 4 апреля 2012 на Wayback Machine».

## Достопримечательности

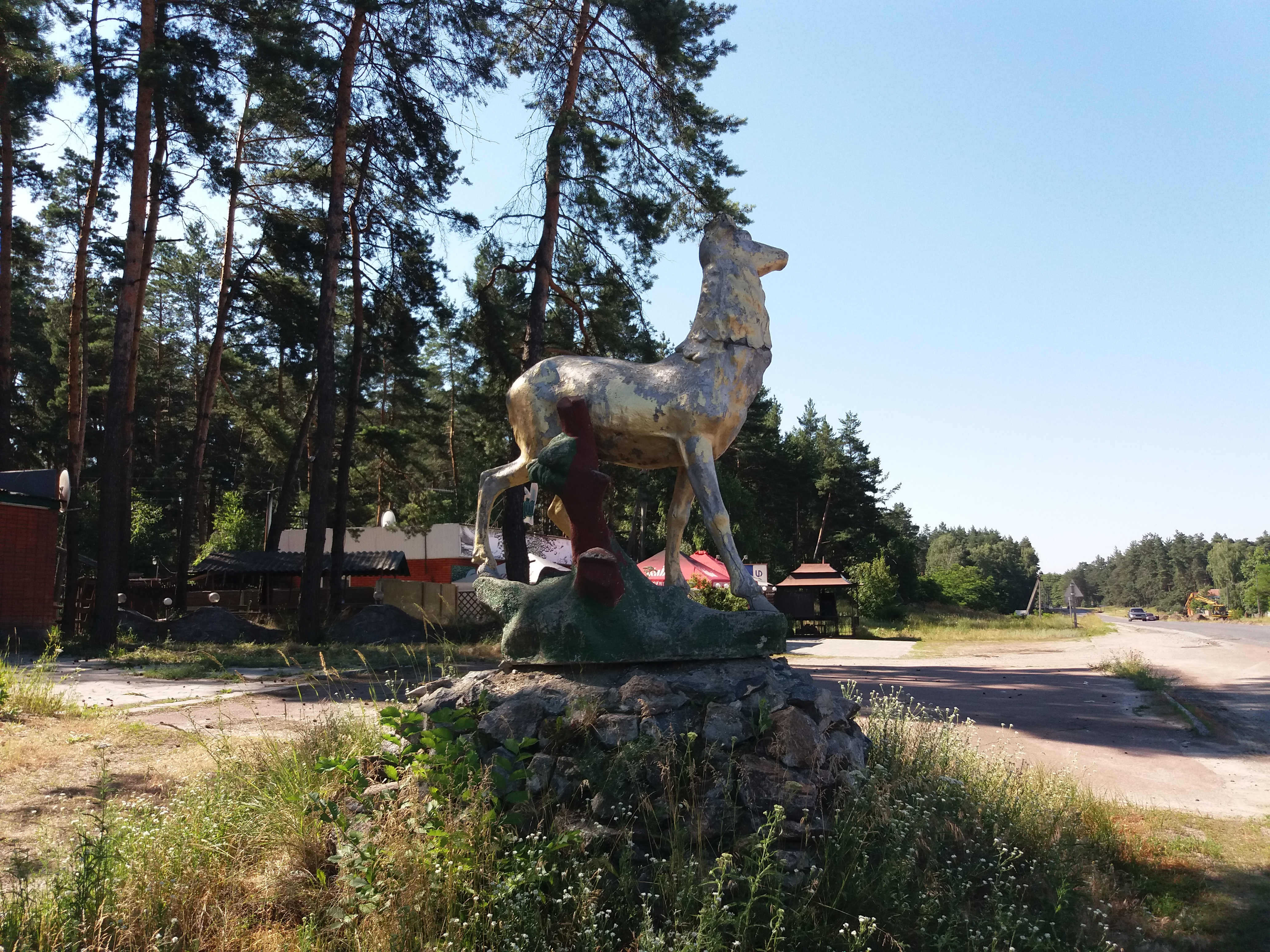
Скульптура расположенная в селе

- В селе Климентово сохранились остатки старой водяной мельницы, построенной в XVIII веке. Архитектурный памятник.